# Vittorio Valletta
Vittorio Valletta (ur. 28 lipca 1883 w Sampierdarenie, zm. 10 sierpnia 1967 w Pietrasancie) – włoski przedsiębiorca, ekonomista, prezes koncernu motoryzacyjnego FIAT, senator dożywotni.

## Życiorys
Ukończył studia ekonomiczne, pracował jako wykładowca tego przedmiotu. Z tego powodu w późniejszych latach był tytułowany ll Professore. W 1921 został pracownikiem Fiata (na zaproszenie Giovanniego Agnellego – założyciela tej firmy). W 1928 objął stanowisko generalnego menedżera i dyrektora. Zrezygnował pod koniec wojny, znajdując się pod naciskiem działaczy związków zawodowych zarzucających mu sympatie profaszystowskie.
Już w 1946 powrócił do Fiata, obejmując stanowisko prezesa tego koncernu motoryzacyjnego, które zajmował nieprzerwanie przez dwadzieścia lat, ustępując w 1966 na rzecz Gianniego Agnellego.
W 1962 odznaczony Krzyżem Wielkim Orderu Zasługi Republiki Włoskiej. 28 listopada 1966 prezydent Włoch Giuseppe Saragat w uznaniu zasług powierzył mu godność dożywotniego senatora. Vittorio Valletta zasiadł w Senacie IV kadencji, w trakcie której zmarł.